# Jacques Lebaudy
Pour les articles homonymes, voir Jacques Ier.
Pour les autres membres de la famille, voir Famille Lebaudy.
Henri Jacques Lebaudy, dit Jacques Ier, empereur du Sahara, né le 13 mai 1868 à Paris et mort le 11 janvier 1919 à Westbury, est un financier et aventurier cryptarque français qui fonde en 1903 l'Empire du Sahara.
Fils aîné du banquier Jules Lebaudy, multimillionnaire de l'industrie sucrière et de l'immobilier, Jacques Lebaudy, grâce à son héritage, tente d'accomplir son fantasme : devenir monarque d'un État dont il édicterait lui-même les règles : personnage secret et manipulateur, l'« empereur du Sahara » défraye alors la chronique durant plusieurs années au point de passer pour fou.
Devenu un financier reconnu sur la place de New York, il meurt assassiné par son épouse dans sa villa de Long Island juste après la fin de la Première Guerre mondiale : son important héritage entre alors en déshérence et cette nouvelle affaire fait la une de tous les journaux américains durant plus d'une décennie.

## Biographie

### Origines
Jacques Henri Lebaudy est né à Paris le 13 mai 1868 au 11 de la rue Scribe, il est le fils d'Amicie Piou (1847-1917) et de Jules Lebaudy (1828-1892).  Il est le deuxième enfant du couple qui en compte quatre, à savoir Jeanne (1866-1943), l'aînée, puis Robert (1869-1931) et enfin Max (1873-1895). Il a pour oncle Jacques Piou et l'industriel et parlementaire Gustave Lebaudy, père des inventeurs Paul et Pierre Lebaudy.
Fin 1892, il hérite d'une partie de la colossale fortune de son père, mort le 30 mai, laquelle fut évaluée à plus de 220 millions de francs-or : cette somme comprend la moitié des actifs de la Société des sucres et  Raffineries et Sucres Lebaudy frères, et un parc immobilier parisien situé dans le quartier de l'Étoile, des Grands Magasins et de l'Opéra, entre autres.
Jacques, fort d'une quarantaine de millions, s'engage dans la spéculation boursière et l'achat de chevaux de courses, un domaine dans lequel il connaît quelques succès, tout comme son frère Robert. En 1893, il acquiert des parts majoritaires dans la Compagnie Huanchaca de Bolivie, deuxième plus importante mine d'argent.
Début 1896, il prend part au procès de sa famille contre des escrocs qui ont détourné la fortune de son petit frère : c'est l'« affaire du Petit Sucrier ». En janvier 1897, il est au Transvaal et rencontre le président Paul Kruger, à qui il offrira deux ans plus tard de l'aide lors de l'invasion des armées britanniques.
À partir de 1898, il entreprend de contrôler la Compagnie Franco-algérienne, une société de chemin de fer privée chargée de développer les voies de communications transsahariennes, provoquant une série de scandales internes, des levées de fonds, des appels au peuple ; mais, en février 1903, l'État français le déboute en nationalisant les actifs : il en conçoit une vive amertume, ses idées de tracés ayant été rejetées.

### L'Empire du Sahara
Le 4 mars 1903, après une vague dispute avec son concierge où il aurait soi-disant reçu un seau d'eau de Javel, il décide de quitter la France pour fonder un État situé en une région qu'il considère comme libre de droit, et située entre le sud du Maroc et le nord de la Mauritanie française. Le lendemain, il prend son départ de Fécamp à bord de son voilier, le Frasquita.
Il s'arrête aux îles Canaries pour équiper son bateau de canons et recruter une armée de huit hommes avant de repartir vers les côtes situées entre le sud du Maroc et le nord de l'actuelle Mauritanie, au cap Juby. Il débarque le 25 mai 1903 dans une baie déserte (28°40' Nord), nommée Baie de la Justice, où il rencontre simplement deux Sahariens avec qui il s'entend bien, et fonde solennellement l'Empire du Sahara. Deux jours plus tard, il se proclame empereur Jacques Ier et ordonne à ses employés de l'appeler « sire ».
Il retourne alors aux îles Canaries pour engager d'autres hommes et retrouve son empire le 10 juin pour y fonder sa capitale, « Troja », soit cinq hommes et une tente. Puis il fait route vers le sud pour atteindre la Baie de la Liberté (27°20' N) où il fonde « Polis », le port de commerce principal de son nouvel empire, mais que, malgré son insistance, aucun de ses employés n'accepte cette fois-ci de coloniser. Vers le 14 juin, il rencontre une tribu saharienne qui veut lui vendre des esclaves, ce qu'il refuse.

Le drapeau « officiel », prétendument dessiné par Lebaudy.

Il repart aux îles Canaries pour trouver des troupes plus coopératives. Les autorités espagnoles et le consul français Tallien de Cabarrus commencent à devenir soupçonneux, n'appréciant guère la manière que Lebaudy a d'embaucher des marins pour ses expéditions. Pire, en retournant à Troja, Lebaudy découvre sa capitale déserte. Ses cinq hommes ont été capturés par une tribu maure pour lui en demander une rançon après avoir appris des deux tout premiers Sahariens rencontrés par Lebaudy que celui-ci était très riche. Mais Jacques Ier ne s'en préoccupe pas du tout et abandonne les marins à leur sort. 
En France, l'Empire du Sahara commence à se faire connaître grâce au secrétaire personnel de Lebaudy et le gouvernement finit par comprendre l'ambition insensée de ce dernier. L'Espagne s'énerve et la France est obligée d'envoyer un croiseur sur place pour ramener les cinq ressortissants qui ont entretemps été vendus comme esclaves près du Cap Juby, tandis que l'Angleterre, à une époque où la colonisation était un sujet très sensible, commence à s'inquiéter de cette drôle d'agitation. Le croiseur Galilée qui part secourir les cinq marins est commandé par le capitaine Jaurès, frère de Jean Jaurès.
Pendant ce temps, Jacques Lebaudy s'exile en Belgique en urgence pour éviter la justice française, et ne se préoccupe plus à partir de là que d'essayer de faire valoir ses droits sur son bout d'Afrique.

### La fin de la dynastie
Il s'achète un trône et tous ses accessoires, puis crée un journal : « Le Sahara » paru à un seul numéro le premier janvier 1904 et dans lequel il laisse libre cours à ses idées et actions diverses. Il se marie à une demi-mondaine et actrice française [réf. nécessaire], Augustine Dellière (1873-1950), dont il aura une fille prénommée Jacqueline (alors qu'il voulait un héritier mâle) et se convertit à l'islam. Il refuse de payer le sauvetage des cinq marins qu'il avait laissés et, après avoir protesté pour ne pas avoir été invité à la conférence d'Algésiras, il émigre aux États-Unis dans une vaste propriété de Long Island. Là, il devient un proche du banquier John Pierpont Morgan et s'établit comme financier, jouant en bourse sur la place de New York.
À compter de 1905, la presse française et internationale raconte à peu près n'importe quoi sur son compte, l'homme fuyant les photographes,. Financier très secret installé aux États-Unis depuis 1907, propriétaire de "Phoenix Lodge" sur Valentine's road à Salisbury (comté de Nassau, New York) acheté en 1913.
 Il agit à partir de 1915 de façon fantasque, arrêté plusieurs fois par la police de Long Island pour avoir organisé des défilés de chevaux en arme sur la plage, il est interné au Louden Knickerbocker Hall le sanatorium d'Amityville, traitant les malades de troubles psychiatriques, à plusieurs reprises. Résolu à perpétuer la dynastie mais souhaitant aussi se séparer de son épouse, il décide un jour que sa fille pourrait lui donner un fils (le futur prince) et aurait fait parvenir à sa femme ce message : « Madame, je vous informe que j'ai pris la décision de violer notre fille cet après-midi. Je vous conseille de ne pas vous opposer à mes projets ». Les deux femmes se barricadent mais comme il essaye de les faire sortir en les enfumant, sa femme le tue de plusieurs coups de revolver.
Son héritage, évalué par la presse américaine à plusieurs dizaines de millions de dollars, resta en déshérence pendant de longues années : son ex-épouse, relaxée, s'associe à sa fille Jacqueline et à deux hommes de confiance, et affrontent la famille Lebaudy qui revendique l'héritage de Jacques, contestant le mariage et la paternité de Jacqueline.

## Médias et représentations

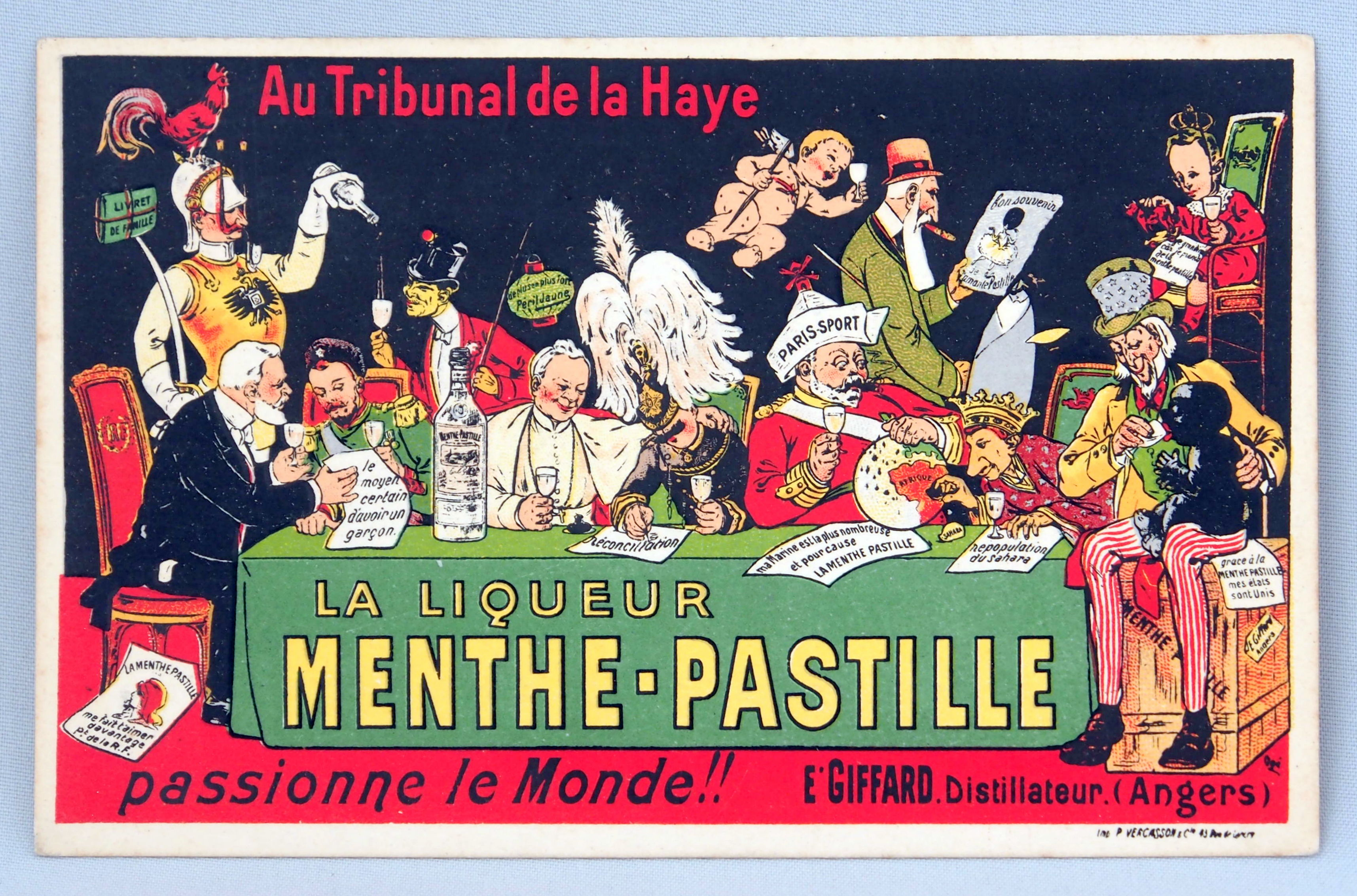
La liqueur Menthe-Pastille Giffard, affiche d'Eugène Ogé de 1904 : Jacques Lebaudy, en empereur, représenté à droite, entre Édouard VII et l'Oncle Sam.

- Le 1er janvier 1904, Jacques Lebaudy lance le quotidien, Le Sahara, dont il n'y eut jamais de no 2 mais un simple supplément[17].

- Il fut caricaturé par de nombreux illustrateurs dont : Sem qui était son ami, Camara[18], John Copley (1875-1950)[19], Eugène Ogé, Maurice Biais, César Giris, Jean Coulon (1867-1950), etc.

- Des chansons furent composées sur son aventure, et furent édités un jeu de société, des séries de cartes postales...